# Orso di Bergman
L'orso di Bergman ("Ursus arctos piscator" Bergman, 1920) è una presunta sottospecie di orso bruno, probabilmente estinta, che viveva nella Kamčatka. Venne identificato e battezzato dallo zoologo svedese Sten Bergman nel 1920.
Bergman ritenne che si trattava di una distinta sottospecie dopo aver esaminato una pelle (la cui pelliccia era molto diversa da quella degli altri orsi del luogo) ed una serie di impronte di 36,8 × 25,4 cm che giudicò molto più grandi di quelle degli altri orsi della Kamčatka.
Alcuni pensano che la Guerra Fredda possa aver aiutato la popolazione ad aumentare di numero, dato che in quel periodo l'esercito sovietico aveva bloccato l'accesso all'area.
L'interesse riguardo a quest'orso tornò alla ribalta durante gli anni sessanta. Il cacciatore Rodion Sivolobov riportò testimonianze di alcuni nativi della Kamchatka riguardo ad un orso insolitamente grande che chiamavano sia Irkuiem (che tradotto alla lettera significa «calzoni tirati giù» a causa dell'aspetto delle zampe posteriori) od «Orso Divino», per le sue grandi dimensioni.
Sulla base della descrizione di Sivolobov, il biologo N. K. Vereščagin ha suggerito che gli orsi divini potrebbero trattarsi di esemplari relitti di Arctodus simus, un gigantesco orso ormai estinto. Quest'ipotesi però è stata accolta con freddezza dalla comunità scientifica; i resti di Arctodus non sono mai stati trovati al di fuori delle Americhe e, cosa più importante, quest'orso apparteneva ai Tremarctini, che differiscono considerevolmente nell'aspetto dagli orsi «tipici» (Ursini). In particolare, i Tremarctini hanno zampe lunghe e più snelle (secondo gli standard degli orsi), caratteristica che non concorda con il nomignolo di «calzoni tirati giù».